# Lipa Nowa
Lipa Nowa – wieś w Polsce, w województwie wielkopolskim, w powiecie obornickim, w gminie Ryczywół.
Do 2023 miejscowość była przysiółkiem wsi Lipa.
W latach 1975–1998 przysiółek administracyjnie należał do województwa pilskiego.